# 北目町通

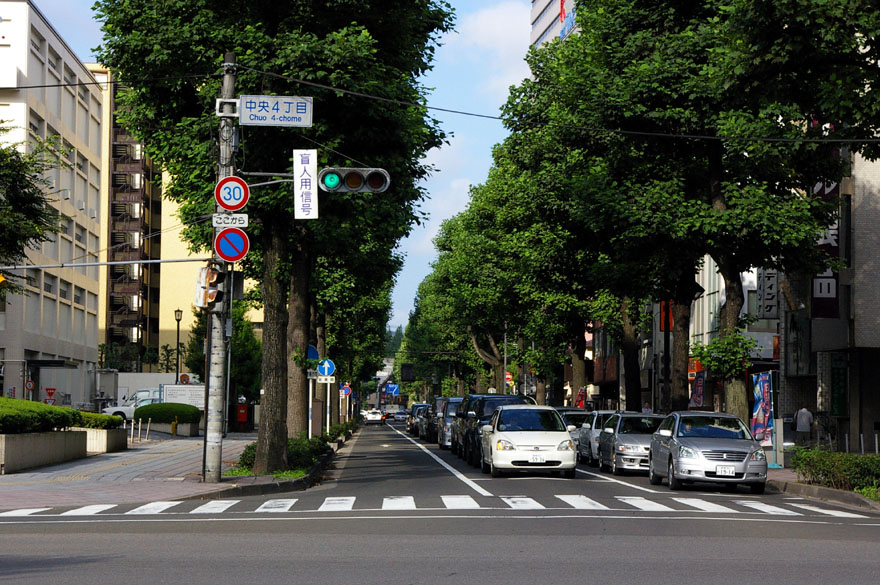
北目町通。左にJR東日本仙台支社。

北目町通（きためまちどおり）は、宮城県仙台市青葉区にある道路である。五橋通と接続する北目町交差点から愛宕上杉通と交わる中央4丁目交差点までの道路の愛称で、市道としての路線名称は市道北目町通線である。仙台市の愛称命名道路のうちの1つで、公募により1982年（昭和57年）に命名された。北目町通は仙台城の城下町にあった町名である。

## 路線

現在の北目町通は五橋通と接続する北目町交差点から愛宕上杉通と交わる中央4丁目交差点までの区間である。市道としての路線名称は仙台市道青葉1164号・北目町通線で、延長433.8メートル、最小幅員21.88メートル、最大幅員31.52メートルである。東行き2車線・西行き1車線、合計3車線の狭い道路で、街路樹として道路の上空を遮るほどたくさんのユリノキが植えられている。
なお、江戸時代の北目町通は、現在の北目町通よりさらに東へ延びていた。江戸時代の北目町通のうち、東北本線と交差する北目町ガードより東側の部分は、仙台市道若林1号・中央一丁目西宮城野線（延長1318.7メートル、最小幅員6.19メートル 最大幅員19.52メートル）と命名され、東九番丁より東へ延長された。

## 歴史
江戸時代の仙台城の城下町において、北目町通は北目町を西端とし、東端を東九番丁とする道およびその道に面する町名だった。「北目町に通じる道」という意味で「北目町通」の名がついた。北目町は奥州街道の沿道の町であり、その位置は現在の五橋通の一部に当たる。その東側に向かって北目町通があった。

## 交差する道路
| 交差する道路                                       | 交差する道路                                       | 交差点     | 路線番号                 | 道路愛称 |
| 南方向                                             | 北方向                                             | 交差点     | 路線番号                 | 道路愛称 |
| -------------------------------------------------- | -------------------------------------------------- | ---------- | ------------------------ | -------- |
| 市道青葉1262号区画街路南9号線                      |                                                    |            |                          |          |
| 市道青葉1163号片平五橋通線＜五ツ橋通＞＜奥州街道＞ | 市道青葉1163号片平五橋通線＜五ツ橋通＞＜奥州街道＞ | 北目町     | 市道青葉1164号北目町通線 | 北目町通 |
|                                                    | 市道青葉1289号区画街路南43号線                     |            | 市道青葉1164号北目町通線 | 北目町通 |
| 市道青葉1292号区画街路南46号線                     |                                                    |            | 市道青葉1164号北目町通線 | 北目町通 |
| 国道286号＜東二番丁通り＞                          | 国道286号＜東二番丁通り＞                          | 北目町通り | 市道青葉1164号北目町通線 | 北目町通 |
| 市道青葉1156号東三番丁線＜東三番丁通り＞           |                                                    |            | 市道青葉1164号北目町通線 | 北目町通 |
|                                                    | 市道青葉1290号区画街路南44号線                     |            | 市道青葉1164号北目町通線 | 北目町通 |
|                                                    | 市道青葉1155号東四番丁線＜東四番丁通り＞           |            | 市道青葉1164号北目町通線 | 北目町通 |
|                                                    | 市道青葉1291号区画街路南45号線                     |            | 市道青葉1164号北目町通線 | 北目町通 |
| 市道青葉1154号愛宕上杉通2号線＜愛宕上杉通＞        | 市道青葉1154号愛宕上杉通2号線＜愛宕上杉通＞        | 中央4丁目  | 市道青葉1164号北目町通線 | 北目町通 |
| 市道若林1号中央一丁目西宮城野線                    |                                                    |            |                          |          |

## 沿道
沿道には河北新報本社、JR東日本仙台支社、SS30などのビルが立ち並んでいる。東北学院中学校・高等学校一番町校舎もあったが移転し、その跡地には仙台トラストシティが再開発された。
- 東北労働金庫本店営業部
- 仙台中央郵便局
- 仙台医療福祉専門学校
- ふじや千舟本店